# Atletica leggera ai XVII Giochi paralimpici estivi - Lancio del disco F57 femminile
Ai XVII Giochi paralimpici estivi la competizione del lancio del disco femminile F57 si è svolta il giorno 30 agosto 2024 presso lo Stade de France di Parigi. Possono partecipare alla gara le atlete appartenenti alle classi F57 e F56.

## Situazione pre-gara

### Record

#### F57
Prima di questa competizione, il record del mondo, il record paralimpico e i record continentali F57 erano i seguenti.
| Record              | Prestazione | Atleta                                     | Data e luogo                               | Competizione                               |
| ------------------- | ----------- | ------------------------------------------ | ------------------------------------------ | ------------------------------------------ |
| Record mondiale     | 35,76 m     | Nassima Saifi Algeria                      | 9 novembre 2019 Dubai, Emirati Arabi Uniti | Campionati mondiali paralimpici 2019       |
| Record paralimpico  | 33,33 m     | Nassima Saifi Algeria                      | 15 settembre 2016 Rio de Janeiro, Brasile  | XV Giochi paralimpici estivi               |
| Record africano     | 35,76 m     | Nassima Saifi Algeria                      | 9 novembre 2019 Dubai, Emirati Arabi Uniti | Campionati mondiali paralimpici 2019       |
| Record panamericano | 30,49 m     | Floralia Estrada Bernal Messico            | 10 luglio 2023 Parigi, Francia             | Campionati mondiali paralimpici 2023       |
| Record panamericano | 30,49 m     | Julyana Cristina da Silva Brasile          | 28 agosto 2021 Tokyo, Giappone             | XVI Giochi paralimpici estivi              |
| Record asiatico     | 33,28 m     | Mokhigul Khamdamova Uzbekistan             | 18 maggio 2024 Kōbe, Giappone              | Campionati mondiali paralimpici 2024       |
| Record europeo      | 31,88 m     | Record vacante. Prestazione minima 31,88 m | Record vacante. Prestazione minima 31,88 m | Record vacante. Prestazione minima 31,88 m |
| Record oceaniano    | 15,35 m     | Julie Charlton Australia                   | 71 aprile 2021 Australia                   |                                            |

#### F56
Prima di questa competizione, il record del mondo, il record paralimpico e i record continentali F56 erano i seguenti.
| Record              | Prestazione | Atleta                                    | Data e luogo                                            | Competizione                              |
| ------------------- | ----------- | ----------------------------------------- | ------------------------------------------------------- | ----------------------------------------- |
| Record mondiale     | 26,93 m     | Nadia Medjmedj Algeria                    | 28 novembre 2022 Vila Real de Santo António, Portogallo |                                           |
| Record paralimpico  | 24,30 m     | Suely Guimaraes Brasile                   | 25 settembre 2004 Atene, Grecia                         | XII Giochi paralimpici estivi             |
| Record africano     | 26,93 m     | Nadia Medjmedj Algeria                    | 28 novembre 2022 Vila Real de Santo António, Portogallo |                                           |
| Record panamericano | 24,67 m     | Suely Guimaraes Brasile                   | 9 dicembre 2003 Mar del Plata, Argentina                |                                           |
| Record asiatico     | 23,44 m     | Faezeh Dibaei Iran                        | 24 febbraio 2019 Dubai, Emirati Arabi Uniti             |                                           |
| Record europeo      | 24,89 m     | Soultana Keramyda Grecia                  | 3 giugno 2024 Salonicco, Grecia                         |                                           |
| Record oceaniano    | 8,62 m      | Record vacante. Prestazione minima 8,62 m | Record vacante. Prestazione minima 8,62 m               | Record vacante. Prestazione minima 8,62 m |

### Campionesse in carica
Le campionesse in carica a livello mondiale erano le seguenti.
| Campionessa | Atleta                         | Prestazione | Data e luogo                   | Competizione                         |
| ----------- | ------------------------------ | ----------- | ------------------------------ | ------------------------------------ |
| Paralimpica | Mokhigul Khamdamova Uzbekistan | 31,46 m     | 28 agosto 2021 Tokyo, Giappone | XVI Giochi paralimpici estivi        |
| Mondiale    | Nassima Saifi Algeria          | 33,90 m     | 18 maggio 2024 Kōbe, Giappone  | Campionati mondiali paralimpici 2024 |

### La stagione

#### F57
Prima di questa gara, le atlete con le migliori tre prestazioni mondiali F57 dell'anno erano:
| Pos. | Atleta                         | Prestazione | Data e luogo                  |
| ---- | ------------------------------ | ----------- | ----------------------------- |
| 1    | Nassima Saifi Algeria          | 33,90 m     | 28 maggio 2024 Kōbe, Giappone |
| 2    | Mokhigul Khamdamova Uzbekistan | 33,28 m     | 28 maggio 2024 Kōbe, Giappone |
| 3    | Xu Mian Cina                   | 31,55 m     | 28 maggio 2024 Kōbe, Giappone |

#### F56
Prima di questa gara, le atlete con le migliori tre prestazioni mondiali F56 dell'anno erano:
| Pos. | Atleta                                 | Prestazione | Data e luogo                    |
| ---- | -------------------------------------- | ----------- | ------------------------------- |
| 1    | Soultana Keramyda Grecia               | 24,89 m     | 3 giugno 2024 Salonicco, Grecia |
| 2    | Nadia Medjmedj Algeria                 | 21,35 m     | 1º luglio 2024 Orano, Algeria   |
| 3    | Kenia Marlenne Contreras Roman Messico | 20,31 m     | 6 aprile 2024 Xalapa, Messico   |